# L-311z
La L-311z, o Carretera vella de Cervera a Guissona, és una carretera antigament anomenada provincial, actualment gestionada per la Generalitat de Catalunya. La L correspon a la demarcació de Lleida. Discorre pels termes municipals de Tarroja de Segarra, Torrefeta i Florejacs i Guissona, a la de la Segarra.
Porta afegida la z al número de carretera perquè es tracta dels trams conservats del traçat antic; no presenta, per tant, continuïtat.

## Tarroja de Segarra
Es conserva el tram antic a l'entorn del poble de Tarroja de Segarra. Arrenca de la L-311 en el punt quilomètric 6,6, des d'on surt cap al nord, passa pel mig de Tarroja de Segarra, i es reintegra al nord del poble en la L-311. Té uns 3 quilòmetres de recorregut.

## Guissona
El segon tram es dona entre el punt quilomètric 12,9 de la mateixa L-311 i el poble de Guarda-si-venes, al nord de Guissona, on s'aboca en la carretera L-313.